# Zekiros Adanech

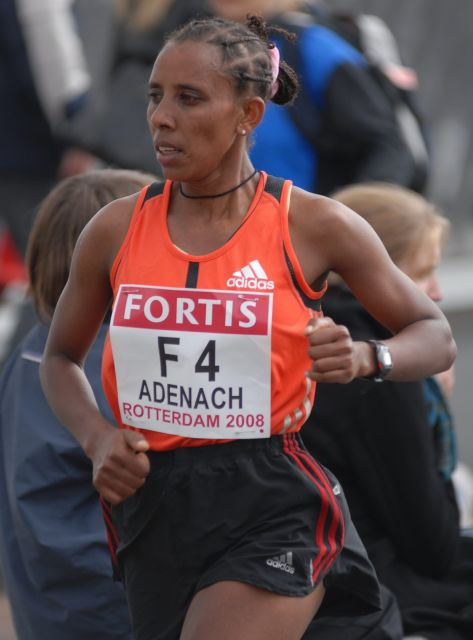
Zekiros Adanech beim Rotterdam-Marathon 2008

Zekiros Adanech (äthiopisch ዘኪሮስ አዳነች, * 26. März 1982) ist eine äthiopische Marathonläuferin.
Bei den Halbmarathon-Weltmeisterschaften 2004 in Neu-Delhi kam sie auf den 16. Platz. 2005 gewann sie den Reims-Marathon, und 2006 wurde sie Dritte beim Rom-Marathon und Achte beim Berlin-Marathon. 2007 siegte sie beim Rock ’n’ Roll Arizona Marathon und belegte bei den Leichtathletik-Weltmeisterschaften in Osaka den 47. Platz.
Im Jahr darauf folgten einer Titelverteidigung beim Rock ’n’ Roll Arizona Marathon jeweils zweite Plätze beim Rotterdam-Marathon und beim Amsterdam-Marathon.
2009 wurde sie Vierte beim Las-Vegas-Marathon, 2010 Achte beim  Rock ’n’ Roll Marathon.

## Persönliche Bestzeiten
- 10.000 m: 31:59,37 min, 28. Juni 2005, Sollentuna
- Halbmarathon: 1:12:06 h, 28. August 2005, Addis Abeba
- Marathon: 2:27:32 h, 13. April 2008, Rotterdam